# HTC One M9
HTC One M9 – smartfon tajwańskiego producenta HTC Corporation.

## Specyfikacja techniczna
Telefon wyposażony w ośmiordzeniowy procesor Qualcomm Snapdragon 810 8994 o taktowaniu 2 Ghz. Wspomagany przez 3 GB pamięci RAM. Wyświetlaczem jest 5 calowy ekran Super LCD o rozdzielczości 1920 × 1080 px, co daje zagęszczenie 441 pikseli na jeden cal wyświetlacza. Systemem operacyjnym jest Android w wersji 5.0. Został wykorzystany akumulator litowo-polimerowy o pojemności 2840 mAh.